# Łączyńska Huta
Łączyńska Huta [pronunciación en polaco: /wɔnˈt͡ʂɨɲska ˈxuta/] (en casubio: Łączińskô Hëta/Łãczënskô Hëta; en alemán: Mettkau) es un pueblo ubicado en el distrito administrativo de Gmina Chmielno, dentro del Condado de Kartuzy, Voivodato de Pomerania, en Polonia del norte. Se encuentra aproximadamente a 7 kilómetros al suroeste de Chmielno, a 13 kilómetros al oeste de Kartuzy, y a 41 kilómetros al oeste de la capital regional Gdańsk.
Para detalles de la historia de la región, véase Historia de Pomerania.